# オウム真理教事件
オウム真理教事件（オウムしんりきょうじけん）は、1980年代末期から1990年代中期にかけてオウム真理教が起こした一連の事件の総称である。

## 概要
オウム真理教の教祖である麻原彰晃（本名・松本智津夫）が、1990年代（平成初期）に宗教を隠れ蓑に日本国（政府）を転覆して、自らがその王（国王）として君臨するという野望を抱き、それを現実化せんとする過程で、世界各国での軍事訓練や軍事ヘリの調達、自動小銃の製造や化学兵器（サリンやVX）の生産を行い武装化し、オウム真理教と敵対する人物の殺害や無差別テロを実行した一連の事件をいう。29人が死亡し（殺人26名、逮捕監禁致死1名、殺人未遂2名）負傷者は6000人を超えた。教団内でも判明しているだけでも5名が殺害され、死者・行方不明者は30名を超える。社会に与えた影響などから、2014年（平成26年）に警視庁の行ったアンケートで「警視庁140年の十大事件」一位とされている。
特に注目された事件として、教団と対立する弁護士とその家族を殺害した1989年（平成元年）11月の坂本堤弁護士一家殺害事件、教団松本支部立ち退きを求める訴訟を担当する判事の殺害を目的としてサリンを散布し計7人の死者と数百人の負傷者を出した1994年（平成6年）6月27日の松本サリン事件、教団への捜査の攪乱と首都圏の混乱を目的に5輌の地下鉄車輌にサリンを散布して計12人の死者と数千人の負傷者を出した1995年（平成7年）3月20日の地下鉄サリン事件が挙げられる。多数の死傷者を出したこれら3つの事件に対して、毎日新聞では「オウム3大事件」と表現している。神奈川新聞、日刊スポーツ、スポーツ報知など他のメディアも、2018年（平成30年）7月のオウム死刑執行の報道では、オウム死刑囚が3大事件のどれに関与したかを報じている。
2011年（平成23年）12月、それまでに起訴された全ての刑事裁判が終結し、189人が起訴され、13人の死刑判決と5人の無期懲役判決が確定した。同年12月31日には16年以上にわたり逃亡を続けてきた平田信が警視庁に出頭し、翌2012年（平成24年）1月1日に逮捕され、平田を匿って逃亡に協力していた元女性出家信者も同年1月10日に逮捕、両者とも起訴された。同年6月3日には同じく逃亡していた菊地直子が潜伏先で逮捕され、同月15日には同じく逃亡を続けていた高橋克也が、東京都大田区西蒲田の漫画喫茶で身柄を確保され、同日逮捕された。これで警察庁からオウム真理教事件に関する特別指名手配を受けていた3人は、すべて逮捕・起訴された（平田は2016年（平成28年）1月13日に懲役9年、菊地は2017年（平成29年）12月27日に無罪が確定）。
最後のオウム事件被告である高橋は、最高裁まで争い2018年1月18日付で上告棄却、1月25日付で異議申立ても棄却されたことにより無期懲役が確定し、これをもってオウム事件裁判は完結。7月6日に麻原と側近の計7名、7月26日には他の側近6名の死刑がそれぞれ執行され、刑事上では収束となった。

## 事件一覧
| 発生年月日            | 事件名                                       | 死者 （人） | 負傷者 （人） | 動機                                                                 |
| --------------------- | -------------------------------------------- | ----------- | ------------- | -------------------------------------------------------------------- |
| 1988年9月22日         | 在家信者死亡事件（立件なし）                 | 1           | 0             | 信者の事故死とその隠蔽                                               |
| 1989年2月10日         | 男性信者殺害事件                             | 1           | 0             | 教団から脱退しようとした人物の殺害                                   |
| 1989年11月4日         | 坂本堤弁護士一家殺害事件                     | 3           | 0             | 教団と敵対する人物の殺害                                             |
| 1990年                | 国土法違反事件                               | -1          | -1            | 土地売買の隠蔽                                                       |
| 1991年                | 女性信者殺害事件（立件なし）                 | 1           | 0             | スパイと疑った信者の殺害                                             |
| 1992年9月14日         | オカムラ鉄工乗っ取り事件（立件なし）         | -1          | -1            | 資産の強奪と教団の武装化                                             |
| 1993年6月6日          | 逆さ吊り死亡事件                             | 1           | 0             | 信者の事故死とその隠蔽                                               |
| 1993年6月28日         | 第一次亀戸異臭事件（立件なし）               | 0           | 0             | 細菌兵器培養と無差別テロ                                             |
| 1993年7月2日          | 第二次亀戸異臭事件（立件なし）               | 0           | 0             | 細菌兵器培養と無差別テロ                                             |
| 1993年11月            | 第一次池田大作サリン襲撃未遂事件（立件なし） | 0           | 0             | 教団と敵対する創価学会指導者の暗殺                                   |
| 1993年11月～          | サリンプラント建設事件                       | -1          | -1            | 教団の武装化                                                         |
| 1993年12月18日        | 第二次池田大作サリン襲撃未遂事件（立件なし） | 0           | 数名          | 教団と敵対する創価学会指導者の暗殺                                   |
| 1994年1月30日         | 薬剤師リンチ殺人事件                         | 1           | 0             | 教団から脱退させようとした人物の殺害                                 |
| 1994年2月～           | 自動小銃密造事件                             | -1          | -1            | 教団の武装化                                                         |
| 1994年3月27日         | 宮崎県資産家拉致事件                         | 0           | 1             | 資産の強奪                                                           |
| 1994年5月9日          | 滝本太郎弁護士サリン襲撃事件                 | 0           | 1             | 教団と敵対する人物の殺害                                             |
| 1994年5月～           | LSD密造事件                                  | -1          | -1            | イニシエーション用の違法薬物製造                                     |
| 1994年6月27日         | 松本サリン事件                               | 7           | 600           | 教団支部立ち退き裁判を担当する判事の殺害とサリンの実験               |
| 1994年7月～           | 覚醒剤密造事件                               | -1          | -1            | イニシエーション用の違法薬物製造                                     |
| 1994年7月10日         | 男性現役信者リンチ殺人事件                   | 1           | 0             | スパイと疑った信者の殺害                                             |
| 1994年7月15日         | 元仙台支部長死亡事件（立件なし）             | 1           | 0             | 信者の事故死とその隠蔽                                               |
| 1994年7月28日         | 元女性看護師拉致監禁事件                     | 0           | 1             | 教団から脱退しようとした人物の監禁                                   |
| 1994年9月20日         | 江川紹子ホスゲン襲撃事件（立件なし）         | 0           | 1             | 教団と敵対する人物の殺害                                             |
| 1994年9月～           | チオペンタールナトリウム密造事件             | -1          | -1            | イニシエーション用の違法薬物製造                                     |
| 1994年11月20日        | 鹿島とも子長女拉致監禁事件                   | 0           | 1             | 出家を拒否した人物の監禁                                             |
| 1994年12月2日         | 駐車場経営者VX襲撃事件                       | 0           | 1             | 教団を脱走した信者を匿った人物の殺害                                 |
| 1994年12月9日         | 大阪における拉致監禁事件（元自衛官）         | 0           | 1             | 教団から脱退しようとした人物の監禁                                   |
| 1994年12月10日        | ピアニスト監禁事件                           | 0           | 1             | 出家を拒否した人物の監禁                                             |
| 1994年12月12日        | 会社員VX殺害事件                             | 1           | 0             | スパイと疑った人物の殺害                                             |
| 1994年12月28日        | 三菱重工広島研究所侵入事件                   | -1          | -1            | データ収集                                                           |
| 1994年12月?日         | 府中運転免許試験場侵入事件                   | -1          | -1            | データ収集                                                           |
| 1994年12月～1995年3月 | メスカリン密造事件                           | -1          | -1            | イニシエーション用の違法薬物製造                                     |
| 1995年1月4日          | 被害者の会会長VX襲撃事件                     | 0           | 1             | 教団と敵対する人物の殺害                                             |
| 1995年1月             | 自動車免許証偽造事件                         | -1          | -1            | 犯罪目的で偽造免許証を製作                                           |
| 1995年2月28日         | 公証人役場事務長逮捕監禁致死事件             | 1           | 0             | 教団を脱走した信者を匿った人物の拉致と多額の布施を見込める信者の奪還 |
| 1995年3月15日         | 霞ケ関駅アタッシュケース事件（立件なし）     | 0           | 0             | 教団への捜査の攪乱と首都圏の混乱                                     |
| 1995年3月19日         | 大阪における拉致監禁事件（大学生）           | 0           | 1             | 教団から脱退しようとした人物の監禁                                   |
| 1995年3月19日         | 島田裕巳宅爆弾事件                           | 0           | 0             | 偽旗作戦                                                             |
| 1995年3月19日         | 東京総本部火炎瓶投擲事件                     | 0           | 0             | 偽旗作戦                                                             |
| 1995年3月20日         | 地下鉄サリン事件                             | 12          | 6,300         | 教団への捜査の攪乱と首都圏の混乱                                     |
| 1995年3月20日         | 名古屋における老女拉致事件                   | 0           | 1             | 資産の強奪                                                           |
| 1995年3月22日         | 第6サティアン礼拝堂信者監禁事件              | 0           | 6             | 教団からの脱会阻止                                                   |
| 1995年3月22日         | 第10サティアン信者監禁事件                   | 0           | -1            | 教団からの脱会阻止                                                   |
| 1995年4月～5月        | 新宿駅青酸ガス事件                           | 0           | 0             | 教団への捜査の攪乱と首都圏の混乱                                     |
| 1995年5月16日         | 東京都庁小包爆弾事件                         | 0           | 1             | 教団への捜査の攪乱と教団の解散権を持つ都知事への妨害                 |
| 2000年6月～7月        | シガチョフ事件                               | 0           | 0             | 獄中の麻原彰晃奪還                                                   |

※太字は死者が出た事件。
※死者は刑事裁判で認定された死者数。
1. ↑  2008年12月施行のオウム被害者救済法では事件の翌日入浴中に溺死した男性を含め13名[15]
2. ↑  概数。裁判では3794人。1997年12月に裁判迅速化のため14人に変更[10][15]

### その他関連事件・問題
- 村井秀夫刺殺事件
- TBSビデオ問題
- 農水省オウムソング事件
- 温熱療法 (オウム真理教)
- 観念崩壊セミナー
- オウム真理教ソフト開発業務受注問題
- 宗教法人オウム真理教解散命令事件
- オウム真理教の国家転覆計画

### 関与疑惑があった事件、模倣犯・愉快犯等による事件（無関係も含む）
- テレビ長官狙撃自白報道

- 日本テレビ郵便爆弾事件 (公訴時効成立)
- 横浜駅異臭事件
- 全日空857便ハイジャック事件
- 全日空61便ハイジャック事件
- パソコン遠隔操作事件
- 八王子スーパー強盗殺人事件（未解決）

### その他証言
NHKによれば2004年時点で行方不明者リストには50人以上の名前がある。
- 化学実験中に中毒になった女性信者がオウム真理教附属医院で死亡し無届けで処理されたという証言[18]。
- 栄養失調になった女性信者が死亡し隠蔽されたという証言[19]。
- 少なくとも5人の信者が薬物により死亡したという報道[20]。

## 逮捕者
立件された一連の事件に関与して逮捕された者は403名（1996年1月18日時点）、起訴192名。

### 主要逮捕者
|                         | 男 性 信 者 殺 害 事 件   | 坂 本 弁 護 士 事 件   | 国 土 法 違 反 事 件 | サ リ ン プ ラ ン ト 建 設 事 件 | 薬 剤 師 リ ン チ 殺 人 事 件   | 滝 本 サ リ ン 事 件 | 逆 さ 吊 り 死 亡 事 件   | 自 動 小 銃 密 造 事 件 | 松 本 サ リ ン 事 件   | 男 性 信 者 リ ン チ 殺 人 事 件   | 駐 車 場 経 営 者 V X 襲 撃 事 件 | 会 社 員 V X 殺 害 事 件   | 被 害 者 の 会 会 長 V X 襲 撃 事 件 | 公 証 人 役 場 事 務 長 致 死 事 件   | 島 田 爆 弾 事 件 及 び 火 炎 瓶 事 件 | 地 下 鉄 サ リ ン 事 件   | 新 宿 駅 青 酸 ガ ス 事 件 | 東 京 都 庁 小 包 爆 弾 事 件 |                        |                                         |                                         |              |                                            |
| 人物                    | ●                         | ●                      |                      |                                  | ●                               |                      | ●                         |                         | ●                      | ●                                  |                                   | ●                          |                                      | ●                                     |                                        | ●                         |                            |                               | 他                     | 身柄拘束日                              | 判決                                    | 役職         | ホーリーネーム                             |
| ----------------------- | ------------------------- | ---------------------- | -------------------- | -------------------------------- | ------------------------------- | -------------------- | ------------------------- | ----------------------- | ---------------------- | ---------------------------------- | --------------------------------- | -------------------------- | ------------------------------------ | ------------------------------------- | -------------------------------------- | ------------------------- | -------------------------- | ----------------------------- | ---------------------- | --------------------------------------- | --------------------------------------- | ------------ | ------------------------------------------ |
| 麻原彰晃 （松本智津夫） | ○                         | ○                      | ／                   | ○                                | ○                               | ○                    | ／                        | ○                       | ○                      | ○                                  | ○                                 | ○                          | ○                                    | ○                                     | ／                                     | ○                         | ／                         | ／                            | 薬物密造               | 1995年 05月16日                         | 死刑                                    | 神聖法皇     | マハーグル・アサハラ                       |
| 井上嘉浩                | ／                        | ／                     | ／                   | ／                               | ○                               | ／                   | ／                        | ／                      | ／                     | ／                                 | ○                                 | ○                          | ○                                    | ○                                     | ○                                      | ○                         | ○                          | ○                             | ／                     | 1995年 05月15日                         | 死刑                                    | 諜報省       | アーナンダ                                 |
| 遠藤誠一                | ／                        | ／                     | ／                   | ／                               | ／                              | ○                    | ／                        | ／                      | ○                      | ／                                 | ○                                 | ／                         | ／                                   | ／                                    | ／                                     | ○                         | ／                         | ／                            | 薬物密造               | 1995年 04月26日                         | 死刑                                    | 第一厚生省   | ジーヴァカ                                 |
| 岡﨑一明 （宮前一明）   | ○                         | ○                      | ／                   | ／                               | ／                              | ／                   | ／                        | ／                      | ／                     | ／                                 | ／                                | ／                         | ／                                   | ／                                    | ／                                     | ／                        | ／                         | ／                            | ／                     | 1995年 09月06日                         | 死刑                                    | （脱退）     | マハーアングリマーラ                       |
| 土谷正実                | ／                        | ／                     | ／                   | ／                               | ／                              | ／                   | ／                        | ／                      | ○                      | ／                                 | ○                                 | ○                          | ○                                    | ／                                    | ／                                     | ○                         | ／                         | ／                            | 薬物密造               | 1995年 04月26日                         | 死刑                                    | 第二厚生省   | クシティガルバ                             |
| 豊田亨                  | ／                        | ／                     | ／                   | ／                               | ／                              | ／                   | ／                        | ○                       | ／                     | ／                                 | ／                                | ／                         | ／                                   | ／                                    | ／                                     | ○                         | ○                          | ○                             | ／                     | 1995年 05月15日                         | 死刑                                    | 科学技術省   | ヴァジラパーニ                             |
| 中川智正                | ／                        | ○                      | ／                   | ／                               | ○                               | ○                    | ／                        | ／                      | ○                      | ／                                 | ○                                 | ○                          | ○                                    | ○                                     | ／                                     | ○                         | ○                          | ○                             | ／                     | 1995年 05月17日                         | 死刑                                    | 法皇内庁     | ヴァジラティッサ                           |
| 新実智光                | ○                         | ○                      | ／                   | ／                               | ○                               | ／                   | ／                        | ／                      | ○                      | ○                                  | ○                                 | ○                          | ○                                    | ／                                    | ／                                     | ○                         | ／                         | ／                            | 監禁 犯人蔵匿          | 1995年 04月12日                         | 死刑                                    | 自治省       | ミラレパ                                   |
| 端本悟                  | ／                        | ○                      | ／                   | ○                                | ／                              | ／                   | ／                        | ／                      | ○                      | ／                                 | ／                                | ／                         | ／                                   | ／                                    | ／                                     | ／                        | ／                         | ／                            | ／                     | 1995年 07月09日                         | 死刑                                    | 自治省       | ガフヴァ・ラティーリヤ                     |
| 早川紀代秀              | ○                         | ○                      | ○                    | ○                                | ／                              | ／                   | ／                        | ○                       | ／                     | ／                                 | ／                                | ／                         | ／                                   | ／                                    | ／                                     | ／                        | ／                         | ／                            | 薬物密造               | 1995年 04月20日                         | 死刑                                    | 建設省       | ティローパ                                 |
| 林泰男 （小池泰男）     | ／                        | ／                     | ／                   | ／                               | ／                              | ／                   | ／                        | ／                      | ○                      | ／                                 | ／                                | ／                         | ／                                   | ／                                    | ／                                     | ○                         | ／                         | ○                             | ／                     | 1996年 12月03日                         | 死刑                                    | 科学技術省   | イシディンナ                               |
| 広瀬健一                | ／                        | ／                     | ／                   | ／                               | ／                              | ／                   | ／                        | ○                       | ／                     | ／                                 | ／                                | ／                         | ／                                   | ／                                    | ／                                     | ○                         | ／                         | ／                            | ／                     | 1995年 05月16日                         | 死刑                                    | 科学技術省   | サンジャヤ                                 |
| 横山真人                | ／                        | ／                     | ／                   | ／                               | ／                              | ／                   | ／                        | ○                       | ／                     | ／                                 | ／                                | ／                         | ／                                   | ／                                    | ／                                     | ○                         | ／                         | ／                            | ／                     | 1995年 05月16日                         | 死刑                                    | 科学技術省   | ヴァジラヴァッリィヤ                       |
| 北村浩一                | ／                        | ／                     | ／                   | ／                               | ○                               | ／                   | ／                        | ／                      | ／                     | ／                                 | ／                                | ／                         | ／                                   | ／                                    | ／                                     | ○                         | ／                         | ／                            | ／                     | 1996年 11月14日                         | 無期懲役                                | 自治省       | カッサパ                                   |
| 杉本繁郎                | ／                        | ／                     | ／                   | ／                               | ○                               | ／                   | ／                        | ／                      | ／                     | ○                                  | ／                                | ／                         | ／                                   | ／                                    | ／                                     | ○                         | ／                         | ／                            | ／                     | 1995年 05月16日                         | 無期懲役                                | 自治省       | ガンポパ                                   |
| 高橋克也                | ／                        | ／                     | ／                   | ／                               | ／                              | ／                   | ／                        | ／                      | ／                     | ／                                 | ／                                | ○                          | ○                                    | ○                                     | ／                                     | ○                         | ／                         | ○                             | ／                     | 2012年 06月15日                         | 無期懲役                                | 諜報省       | スマンガラ                                 |
| 外崎清隆                | ／                        | ／                     | ／                   | ／                               | ／                              | ／                   | ／                        | ／                      | ／                     | ／                                 | ／                                | ／                         | ／                                   | ／                                    | ／                                     | ○                         | ／                         | ／                            | ／                     | 1995年 04月07日                         | 無期懲役                                | 自治省       | ローマサカンギヤ                           |
| 中村昇                  | ／                        | ／                     | ／                   | ○                                | ／                              | ／                   | ／                        | ／                      | ○                      | ○                                  | ／                                | ／                         | ／                                   | ○                                     | ／                                     | ／                        | ／                         | ／                            | ／                     | 1995年 07月09日                         | 無期懲役                                | 自治省       | ウパーリ                                   |
| 林郁夫                  | ／                        | ／                     | ／                   | ／                               | ／                              | ／                   | ／                        | ／                      | ／                     | ／                                 | ／                                | ／                         | ／                                   | ○                                     | ／                                     | ○                         | ／                         | ／                            | 監禁 薬物密造 犯人蔵匿 | 1995年 04月08日                         | 無期懲役                                | 治療省       | クリシュナナンダ                           |
| 山形明                  | ／                        | ／                     | ／                   | ／                               | ／                              | ／                   | ／                        | ／                      | ／                     | ／                                 | ○                                 | ○                          | ○                                    | ／                                    | ○                                      | ／                        | ／                         | ／                            | 旅券法                 | 1995年 05月04日                         | 懲役20年                                | 自治省       | ガル・アニーカッタ・ムッタ                 |
| 富田隆                  | ／                        | ／                     | ／                   | ○                                | ／                              | ／                   | ／                        | ／                      | ○                      | ／                                 | ／                                | ／                         | ／                                   | ／                                    | ／                                     | ／                        | ／                         | ／                            | ／                     | 1995年 06月16日                         | 懲役17年                                | 自治省       | シーハ                                     |
| 富永昌宏                | ／                        | ／                     | ／                   | ／                               | ／                              | ○                    | ／                        | ／                      | ／                     | ／                                 | ／                                | ／                         | ／                                   | ／                                    | ／                                     | ／                        | ○                          | ○                             | ／                     | 1995年 10月08日                         | 懲役15年                                | 法皇官房     | ヴェーマチトラ                             |
| 平田悟                  | ／                        | ／                     | ／                   | ／                               | ／                              | ／                   | ／                        | ／                      | ／                     | ／                                 | ○                                 | ○                          | ○                                    | ○                                     | ／                                     | ／                        | ／                         | ／                            | ／                     | 1995年 10月19日                         | 懲役15年                                | 諜報省       | ラーダ                                     |
| 渡部和実                | ／                        | ／                     | ／                   | ○                                | ／                              | ／                   | ／                        | ／                      | ○                      | ／                                 | ／                                | ／                         | ／                                   | ／                                    | ／                                     | ／                        | ／                         | ／                            | ／                     | 1995年 05月16日                         | 懲役14年                                | 科学技術省   | ゴーサーラ                                 |
| 青山吉伸                | ／                        | ／                     | ○                    | ／                               | ／                              | ○                    | ／                        | ／                      | ／                     | ／                                 | ／                                | ／                         | ／                                   | ／                                    | ／                                     | ／                        | ／                         | ／                            | 名誉毀損               | 1995年 05月04日                         | 懲役12年                                | 法務省       | アパーヤージャハ                           |
| 越川真一                | ／                        | ／                     | ／                   | ／                               | ○                               | ／                   | ／                        | ／                      | ／                     | ／                                 | ／                                | ／                         | ／                                   | ／                                    | ／                                     | ／                        | ／                         | ／                            | 恐喝 執行妨害          | 1995年 04月06日                         | 懲役10年                                | 商務省       | メッタジ                                   |
| 後藤誠                  | ／                        | ／                     | ／                   | ／                               | ○                               | ／                   | ／                        | ／                      | ／                     | ／                                 | ／                                | ／                         | ／                                   | ／                                    | ／                                     | ／                        | ／                         | ／                            | ／                     | 1995年 05月17日                         | 懲役10年                                |              | メーギヤ                                   |
| 藤永孝三                | ／                        | ／                     | ／                   | ／                               | ／                              | ／                   | ／                        | ／                      | ○                      | ／                                 | ／                                | ／                         | ／                                   | ／                                    | ／                                     | ／                        | ／                         | ／                            | ／                     | 1995年 04月24日                         | 懲役10年                                | 科学技術省   | パーラーパリヤ                             |
| 高橋昌也                | ／                        | ／                     | ／                   | ○                                | ／                              | ／                   | ／                        | ／                      | ○                      | ／                                 | ／                                | ／                         | ／                                   | ／                                    | ／                                     | ／                        | ／                         | ／                            | ／                     | 1995年 05月16日                         | 懲役9年                                 | 建設省       | スーリヤ                                   |
| 平田信                  | ／                        | ／                     | ／                   | ／                               | ／                              | ／                   | ／                        | ／                      | ／                     | ／                                 | ／                                | ／                         | ／                                   | ○                                     | ○                                      | ／                        | ／                         | ／                            | ／                     | 2012年 01月01日                         | 懲役9年                                 | 車両省       | ポーシャ                                   |
| 大内利裕                | ○                         | ／                     | ○                    | ／                               | ／                              | ／                   | ○                         | ／                      | ／                     | ／                                 | ／                                | ／                         | ／                                   | ／                                    | ／                                     | ／                        | ／                         | ／                            | ／                     | 1998年 04月19日                         | 懲役8年                                 | モスクワ支部 | プンナ・マンターニプッタ                   |
| 滝澤和義                | ／                        | ／                     | ／                   | ○                                | ／                              | ／                   | ／                        | ／                      | ／                     | ／                                 | ／                                | ／                         | ／                                   | ／                                    | ○                                      | ／                        | ／                         | ／                            | ／                     | 1995年 05月16日                         | 懲役8年                                 | 科学技術省   | ウパヴァーナ                               |
| 富樫若清夫              | ／                        | ／                     | ／                   | ／                               | ／                              | ／                   | ／                        | ／                      | ○                      | ／                                 | ／                                | ／                         | ／                                   | ／                                    | ／                                     | ／                        | ／                         | ／                            | ／                     | 1995年 05月17日                         | 懲役8年                                 | 科学技術省   | マハーナーマ                               |
| 丸山美智麿              | ／                        | ／                     | ／                   | ○                                | ○                               | ／                   | ／                        | ／                      | ／                     | ／                                 | ／                                | ／                         | ／                                   | ／                                    | ／                                     | ／                        | ／                         | ／                            | ／                     | 1995年 07月09日                         | 懲役7年                                 | 自治省       | スラーダ                                   |
| 飯田エリ子              | ／                        | ／                     | ／                   | ／                               | ／                              | ／                   | ／                        | ／                      | ／                     | ／                                 | ／                                | ／                         | ／                                   | ○                                     | ／                                     | ／                        | ／                         | ／                            | ／                     | 1995年 05月29日                         | 懲役6年6か月                            | 東信徒庁     | サクラー                                   |
| 井田喜広                | ／                        | ／                     | ／                   | ／                               | ／                              | ／                   | ／                        | ／                      | ／                     | ／                                 | ／                                | ／                         | ／                                   | ○                                     | ／                                     | ／                        | ／                         | ／                            | ／                     | 1995年 06月16日                         | 懲役6年                                 |              |                                            |
| 松本知子                | ／                        | ／                     | ／                   | ／                               | ○                               | ／                   | ／                        | ／                      | ／                     | ／                                 | ／                                | ／                         | ／                                   | ／                                    | ／                                     | ／                        | ／                         | ／                            | ／                     | 1995年 06月26日                         | 懲役6年                                 | 郵政省       | ヤソーダラー                               |
| 松下悟史                | ／                        | ／                     | ／                   | ／                               | ／                              | ／                   | ／                        | ／                      | ／                     | ／                                 | ／                                | ／                         | ／                                   | ／                                    | ／                                     | ／                        | ○                          | ／                            | ／                     | 1996年 11月24日                         | 懲役4年2か月                            | 科学技術省   | サンヴァッディタ                           |
| 石井久子                | ／                        | ／                     | ○                    | ／                               | ／                              | ／                   | ○                         | ／                      | ／                     | ／                                 | ／                                | ／                         | ／                                   | ／                                    | ／                                     | ／                        | ／                         | ／                            | 犯人蔵匿               | 1995年 09月06日                         | 懲役4年                                 | 大蔵省       | マハーケイマ                               |
| 松本剛                  | ／                        | ／                     | ／                   | ／                               | ／                              | ／                   | ／                        | ／                      | ／                     | ／                                 | ／                                | ／                         | ○                                    | ○                                     | ／                                     | ／                        | ／                         | ／                            | ／                     | 1995年 05月18日                         | 懲役4年                                 |              |                                            |
| 八木澤善次              | ／                        | ／                     | ／                   | ／                               | ／                              | ／                   | ／                        | ／                      | ／                     | ／                                 | ／                                | ／                         | ／                                   | ／                                    | ／                                     | ／                        | ○                          | ／                            | ／                     | 1996年 11月14日                         | 懲役4年                                 |              |                                            |
| 佐々木香世子            | ／                        | ／                     | ／                   | ／                               | ／                              | ／                   | ／                        | ／                      | ／                     | ／                                 | ／                                | ／                         | ／                                   | ／                                    | ／                                     | ○                         | ／                         | ／                            | 殺人予備               | 1995年 05月17日                         | 懲役3年                                 | 厚生省       | チャーパー                                 |
| 上祐史浩                | ／                        | ／                     | ○                    | ／                               | ／                              | ／                   | ／                        | ／                      | ／                     | ／                                 | ／                                | ／                         | ／                                   | ／                                    | ／                                     | ／                        | ／                         | ／                            | ／                     | 1995年 10月07日                         | 懲役3年                                 | 外務省       | マイトレーヤ                               |
| 森脇佳子                | ／                        | ／                     | ／                   | ／                               | ／                              | ／                   | ／                        | ／                      | ／                     | ／                                 | ／                                | ／                         | ／                                   | ／                                    | ／                                     | ○                         | ／                         | ／                            | 殺人予備               | 1995年 05月16日                         | 懲役3年                                 | 厚生省       | ヴァジラ・サンガー                         |
| 大内早苗                | ／                        | ／                     | ／                   | ／                               | ／                              | ／                   | ／                        | ／                      | ／                     | ／                                 | ／                                | ／                         | ／                                   | ／                                    | ／                                     | ／                        | ／                         | ／                            | 営利誘拐               | 1995年 05月12日                         | 懲役2年4か月                            | 新信徒庁     | ソーナー                                   |
| 長谷川茂之              | ／                        | ／                     | ／                   | ○                                | ／                              | ／                   | ／                        | ／                      | ／                     | ／                                 | ／                                | ／                         | ／                                   | ／                                    | ／                                     | ／                        | ／                         | ／                            | ／                     | 1995年 04月24日                         | 懲役1年6か月                            | 自治省       |                                            |
| 山本まゆみ              | ／                        | ／                     | ／                   | ／                               | ／                              | ／                   | ○                         | ／                      | ／                     | ／                                 | ／                                | ／                         | ／                                   | ／                                    | ／                                     | ／                        | ／                         | ／                            | 犯人蔵匿               | 1995年 11月23日                         | 懲役1年4か月                            | 労働省       | キサーゴータミー                           |
| 岐部哲也                | ／                        | ／                     | ／                   | ／                               | ／                              | ／                   | ／                        | ／                      | ／                     | ／                                 | ／                                | ／                         | ／                                   | ／                                    | ／                                     | ／                        | ／                         | ／                            | 建造物侵入             | 1995年 04月08日                         | 懲役1年                                 | 防衛庁       | マハーカッサパ                             |
| 都沢和子                | ／                        | ／                     | ／                   | ／                               | ／                              | ／                   | ／                        | ／                      | ／                     | ／                                 | ／                                | ／                         | ／                                   | ／                                    | ／                                     | ／                        | ／                         | ／                            | 建造物侵入             | 1995年 05月10日                         | 懲役1年                                 | 西信徒庁     | ウッパラヴァンナー                         |
| 菊地直子                | ／                        | ／                     | ／                   | ／                               | ／                              | ／                   | ／                        | ／                      | ／                     | ／                                 | ／                                | ／                         | ／                                   | ／                                    | ／                                     | ／                        | ／                         | ○                             | ／                     | 2012年 06月03日                         | 無罪                                    | 第二厚生省   | エーネッヤカ・ ダーヴァナ・ パンニャッター |
| 石川公一                | ／                        | ／                     | ／                   | ／                               | ／                              | ／                   | ／                        | ／                      | ／                     | ／                                 | ／                                | ／                         | ／                                   | ／                                    | ／                                     | ／                        | ／                         | ／                            | 容疑のみ               | 1995年 04月08日                         | 不起訴                                  | 法皇官房     | サルヴァニー・ ヴァラナヴィシュカンビン    |
| 村井秀夫                | ○                         | ○                      | ／                   | ○                                | ○                               | ／                   | ／                        | ○                       | ○                      | ○                                  | ／                                | ／                         | ／                                   | ○                                     | ／                                     | ○                         | ／                         | ／                            | ／                     | 1995年04月24日死亡 （村井秀夫刺殺事件） | 1995年04月24日死亡 （村井秀夫刺殺事件） | 科学技術省   | マンジュシュリー・ミトラ                   |
| 人物                    | 男 性 信 者 殺 害 事 件 ● | 坂 本 弁 護 士 事 件 ● | 国 土 法 違 反 事 件 | サ リ ン プ ラ ン ト 建 設 事 件 | 薬 剤 師 リ ン チ 殺 人 事 件 ● | 滝 本 サ リ ン 事 件 | 逆 さ 吊 り 死 亡 事 件 ● | 自 動 小 銃 密 造 事 件 | 松 本 サ リ ン 事 件 ● | 男 性 信 者 リ ン チ 殺 人 事 件 ● | 駐 車 場 経 営 者 V X 襲 撃 事 件 | 会 社 員 V X 殺 害 事 件 ● | 被 害 者 の 会 会 長 V X 襲 撃 事 件 | 公 証 人 役 場 事 務 長 致 死 事 件 ● | 島 田 爆 弾 事 件 及 び 火 炎 瓶 事 件 | 地 下 鉄 サ リ ン 事 件 ● | 新 宿 駅 青 酸 ガ ス 事 件 | 東 京 都 庁 小 包 爆 弾 事 件 | 他                     | 身柄拘束日                              | 判決                                    | 役職         | ホーリーネーム                             |

## 地下鉄サリン事件以降の流れ

### 強制捜査と教団幹部逮捕
1995年3月20日の地下鉄サリン事件発生から2日後の3月22日、オウムの活動拠点である山梨県西八代郡上九一色村（現・南都留郡富士河口湖町）など25の施設へ公証人役場事務長逮捕監禁致死事件実行犯の逮捕などを目的に強制捜査が開始された。
その後、越川真一（4月6日逮捕）、岐部哲也（4月8日逮捕）、林郁夫（4月8日逮捕）、石川公一（4月8日逮捕）、新実智光（4月12日逮捕）、早川紀代秀（4月20日逮捕）、遠藤誠一（4月26日逮捕）、土谷正実（4月26日逮捕）、青山吉伸（5月4日逮捕）、井上嘉浩（5月15日逮捕）と教団幹部が続々と逮捕され、取り調べにより事件が解明されていった。

### 麻原教祖を逮捕
5月16日には教団教祖であり事件の首謀者とされた麻原彰晃を逮捕するために第6サティアン一帯の強制捜査が行われた。この際に指揮を執ったのは警視庁の井上幸彦警視総監と寺尾正大捜査一課長であり、現場前線での指揮は山田正治理事官が執った。陸上自衛隊から貸し出しを受けた迷彩仕様の化学防護服に身を包み、完全武装した数百名に及ぶ警視庁捜査員、山梨県警察捜査員、また警察の中に化学防護服の扱いに慣れている者が少なかったため、応援としてかけつけた自衛官が一斉に上九一色村に入り、即座に付近一帯を全面封鎖。付近住民を避難させ、カナリアを入れた鳥かごを持つ捜査員を先頭にサティアン内の捜索を開始。
事前の警察への匿名による密告情報では、「麻原はサティアン内の中二階に引き篭もっている」ということだったので、サティアン内へ捜査員を潜入させ、内部の重点捜索を行った。捜索から数時間後、事前の密告情報による中二階は存在しないことが判明し、捜査撹乱を狙った密告であったと判断した山田に焦りの色が見え始め、一斉捜索打ち切りの時刻が迫っていた。
機動捜査隊回報〔H7.5.18 NO10-5.16Xデ－におけるオウム真理教代表者麻原彰晃の逮捕-〕によると、早朝から始まった捜索から既に4時間が経過、「第六サティアンの中には麻原はいないのではないか」と担当捜索隊員も諦めかけていたとき、別働隊として参加していたA班長指揮の当隊員C捜索班が、「よし、我々の手でもう一度探してみよう」と自発的に第六サティアン内に入って麻原の捜索に当たった。
その結果、隊員の一人が所持していたスチールパイプ柄のハンマーで中二階の側壁を叩き割ったところ、紅紫の法衣を身に纏い、仰向け状態で瞑想している麻原を発見。その際、隊員が「麻原だな！何をしている。出てこい！」と呼びかけると「瞑想している。わかりました」と答えたため、さらに付近のラスボードを破壊し、麻原を引きずり出した。
麻原の発見報告を受けた山田が確認したところ、麻原は髭は伸び放題で着衣も薄汚れ、目は虚ろで極度のアルコール中毒患者か廃人のようであったという。当時の麻原は尿失禁もしていた。捜査員が踏み込んだ際は逃亡する気配すら無く横たわったままほとんど身動きしなかったので重度の身体障害があるのかとも思われたが、現場へ赴いた山田が「麻原か?」と尋ねると「はい…」と弱々しく答えて自認したため、その場から別室へ移動し、この部屋で警察嘱託の医師によって身体の異常の有無を診察された後、「特に異常無し」との医師の所見であったことから、同室で山田から逮捕状の執行を下命された前述の機動捜査隊副隊長Bが東京地方裁判所の裁判官から発布された逮捕状〔甲〕記載の別紙「被疑事実の要旨」を麻原に読み聞かせ又は示して、9時45分、麻原を地下鉄サリン事件の被疑者として殺人及び殺人未遂の罪で通常逮捕した。
捜査第一課管理官ら複数の捜査員による監視移動の中、第6サティアンの別室から施設外に出された麻原はそのまま待機していた警察警備車両に逮捕捜査員と共に乗車させられた。連行途中での麻原の奪還や不測の事態に備えるため麻原を乗せたワゴン車とカムフラージュ用ワゴン車両がそれぞれ周到に準備され、その前後を4、5台のパトカーに先導護衛され又麻原を乗せたワゴン車の両サイドを機動捜査隊の捜査車両が厳重警護しながら、警視庁捜査第一課へ護送連行された。

#### 警視庁・山梨県警察の動き
当時の上九一色村の第6サティアンは、毒ガステロを引き起こした犯罪組織の本拠地ということで、サリン等の毒ガス使用も懸念された。そのため、強制捜査にあたる捜査員全員に化学防護服の着用が命令され、銃撃戦の恐れもあるとして捜査員全員が拳銃携帯にてサティアン捜索に臨んだ。
日本の警察による犯罪捜査において捜査員全員が拳銃携帯で犯罪者の確保にあたることは実に稀なことで、いつも大半の捜査員は拳銃を持たずに捜査を行っているが、捜査員の生命の安全を考え全員武装での捜査となった。さらに、拳銃を携帯しても予備の弾薬まで携行することは無いのだが、本件では予備の弾薬を携行して行った捜査員もいる。
当時の上九一色村は山梨県内にあるので本来は山梨県警察の管轄事件だが、今回のケースは警視庁管内で発生した事件と同一犯であったことに加え、事件の規模があまりにも大きかったため、警視庁主導での合同捜査が展開された。山梨県警察からも大量の捜査員が派遣され、警視庁捜査員と合流し隊列を組んで上九一色村へ向かった。これら大多数の捜査員の後を追って多数のマスコミ取材班も現場へ派遣されている。

#### 機動隊の動き
テロ事件ということで警視庁刑事部の他に警備部も動員され、警視庁管轄下の機動隊員（警視庁および山梨県警察を含む関東管区警察局管内の機動隊員ら）が大多数動員され山梨県上九一色村のオウム真理教第6サティアンへ派遣された。
警視庁刑事部捜査一課と山梨県警察から動員された数百名の捜査員に加わり、現場での捜索活動及び後方支援を展開。信者からの銃撃が想定されたため、機動隊員もガスマスクと拳銃を装備し厳重警戒態勢にて現地入りした。

#### 防衛庁・自衛隊の動き
防衛庁（現・防衛省）は、オウム真理教が海外で軍事訓練なども行っている武装集団であり、強制捜査時に於ける組織的な武力抵抗により、警察力での対処が困難な場合の治安出動の可能性を考慮し、陸上自衛隊東部方面隊に対し第三種非常勤務態勢を発令していた。また第一空挺団の普通科群1個中隊が富士駐屯地に訓練名目で移動して待機していたとされる。

### オウム裁判
その後も、中川智正（5月17日逮捕）、松本知子（6月26日逮捕）、岡﨑一明（9月6日逮捕、後に宮前に改姓）、上祐史浩（10月7日逮捕）など教団幹部の逮捕は続いた。地下鉄サリン事件以降484人の信者が逮捕され、1998年（平成10年）までに189人が起訴された。
裁判に際して弁護側は麻原について「全て弟子の責任」として無罪を主張し、麻原以外の教団幹部について「麻原にマインドコントロールされていた」として減刑を主張した。また、麻原公判など一部の刑事公判では弁護士解任による公判延期や弁護士側の並行審理拒否や審理のボイコット、検察側が提出した申請証拠の不同意と法廷での直接尋問などの要求、被告人に訴訟能力はないとして控訴趣意書の提出を拒否したことなどは一部からは裁判の遅延行為と非難された。そのため、検察が松本・地下鉄両サリン事件の重軽症者を大幅に減らす訴因変更や被害者がいない事件の起訴を取り下げたりと、異例の裁判となった。
2011年11月21日に最後の上告審判決が言い渡され、同年12月12日にこれに対する判決訂正の申立てが却下されたことから、13人への死刑判決・5人への無期懲役判決が確定し、逃亡犯を除く全ての裁判が一旦終結した。
またオウム裁判の傍聴希望者は、麻原彰晃第1審初公判（1万2292人）、麻原彰晃第1審2回公判（5856人）、麻原彰晃第1審判決公判（4658人）、中川智正第1審初公判（4158人）、青山吉伸第1審初公判（3076人）と多く、世間の関心の高さを物語った。

### オウム逃亡犯
重大事件に関与しつつも逃亡したオウム信者もいる。警察庁は重大事件に関与したオウム信者19人をオウム真理教関係特別手配被疑者として全国指名手配にした。1996年（平成8年）1月時点で7人のオウム真理教関係特別手配被疑者がいたが、同年11月14日には八木澤善次が出頭し、同じアジトに潜伏していた北村浩一も逮捕された。同月24日に松下悟史が逮捕され、12月3日には林泰男（後に小池に改姓）が女性信者ととともに逮捕された。また特別手配ではないが教団初期の殺人事件に関与しながらも国外にいた大内利裕が日本に強制送還され、1998年に逮捕された。1998年までに逮捕された一連のオウム事件の逃亡犯については2011年までに裁判で刑が確定した。
1996年12月4日以降から約16年の長期にわたって平田信、高橋克也、菊地直子が逃亡中であったが、2012年1月1日に平田が、6月3日には菊地が、同月15日には最後のオウム逃亡犯であった高橋が逮捕された。なお菊池は起訴されたが2017年12月27日に無罪が確定した。
刑事訴訟法第254条2項により、オウム逃亡犯は共犯者の公判中は公訴時効の進行が停止し、また2010年4月27日をもって刑法と刑事訴訟法の改正（即日公布、施行）によって高橋と菊地の指名手配容疑であった地下鉄サリン事件については殺人罪の公訴時効が廃止となり（殺人未遂罪の公訴時効は15年のまま）、平田の指名手配容疑であった公証人役場事務長逮捕監禁致死事件については逮捕監禁致死罪の公訴時効が20年に延長となり、公訴時効が停止・廃止・延長となっていた。また、2010年（平成22年）以降は捜査特別報奨金制度の対象事件にも指定されていた。

## 麻原彰晃（松本智津夫）ら13人に対する死刑執行
死刑が確定した13人は全員が東京拘置所に収監されている状態が続いていた。通常、3人以上の共犯死刑囚が存在する場合は同日に死刑執行されるのが原則であるが、同日に同じ刑場で3人以上の死刑を執行するのは困難であるため、1つの施設あたり2人以下になるよう全国7か所の刑場のある拘置所・拘置支所へ死刑囚の分散が図られる。オウム事件の13人についても2011年秋の遠藤誠一の死刑確定によりそれまでに逮捕・起訴されていた被告人の裁判が全て終結したため、2012年の春に刑場のある7施設への分散の予定があったが、前述の2011年末以降の逃亡していた平田らの逮捕・起訴により裁判が再開されたため、移送が立ち消えになった旨の報道があった。
平田ら3人の裁判員裁判には、2013年から2015年にかけて、井上嘉浩、中川智正、新実智光、林泰男、広瀬健一の5名が出廷している。この出廷に関しては、検察側は死刑囚の心情の安定の問題、死刑囚に危害が加えられる可能性など、移送に伴う混乱は必至であるとし、「裁判所に呼ぶのはリスクしかない」と反対した。これは、死刑囚13名を全国7箇所の拘置所・拘置支所へ分散しようと計画していたこととは大きな矛盾であった。一方で、拘置所で行なった死刑囚の出廷の予行演習の情報は外部へ漏れ、テレビで放映された。実際の死刑囚の出廷は厳戒態勢のもと行われ、事なきを得た。
2018年1月、高橋克也の無期懲役確定により、オウム事件の刑事裁判は終結。裁判終結に伴い、同年3月14日、麻原を除く死刑囚12人のうち、7人について、死刑執行設備（刑場）を持つほかの5拘置所（宮城刑務所仙台拘置支所・名古屋拘置所・大阪拘置所・広島拘置所・福岡拘置所）への移送が行われた。札幌拘置支所が除外されたのは、東京拘置所からの自動車移送（本州からは船舶輸送が必須）が困難なためとみられる。
法務省は、7人を移送した事実を公表したのみで、死刑囚の氏名・それぞれの具体的な移送先については明らかにしていないが、支援者などの調査によれば、移送先は、以下の通りである。
- 小池（林）泰男 - 宮城刑務所仙台拘置支所[31][33]
- 宮前（岡崎）一明・横山真人 - 名古屋拘置所[31][33]
- 井上嘉浩・新実智光 - 大阪拘置所[31][33]
- 中川智正 - 広島拘置所[31][33]
- 早川紀代秀 - 福岡拘置所[31][33]

この移送について、産経新聞・中日新聞・TBSテレビなど複数の報道機関は「法務省は死刑執行の時期を慎重に検討しており、その準備の一環とみられる」と報じているが、法務省は、「心身の状態などを考慮して、7人を移送対象に選んだ」と発表した上で、この移送について、「共犯者を分離するためで、執行とは関係ない」という見解を示した。
2018年7月6日、当時の法務大臣上川陽子の死刑執行命令により、松本智津夫・早川紀代秀・井上嘉浩・新実智光・土谷正実・中川智正・遠藤誠一の計7名の死刑が執行された（執行命令は7月3日付）。なお、上述のとおり、同日に同じ刑場で3人以上の死刑を執行するのは困難であると見られていたが、実際には、松本・土谷・遠藤の3名は東京拘置所で処刑された。
死刑執行直後の週刊新潮2018年7月19日号で、これまで知られていなかった女性信者殺害事件が報じられたが、立件されないまま時効となった。このような未解決事件も未だ残っており、教団関係の行方不明者は50人を超える。
20日後の7月26日、残っていた小池（林）泰男・豊田亨・端本悟・広瀬健一・宮前（岡崎）一明・横山真人の計6名の死刑が執行され（執行命令は7月24日付）、オウム真理教事件の死刑確定者（死刑囚）全員の処刑が完了した。宮前、端本、土谷の3名を除く10名が再審請求中であった。
|                  | 移送先                 | 執行命令日    | 執行日        |
| ---------------- | ---------------------- | ------------- | ------------- |
| 麻原彰晃         | 東京拘置所             | 2018年7月3日  | 2018年7月6日  |
| 早川紀代秀       | 福岡拘置所             | 2018年7月3日  | 2018年7月6日  |
| 井上嘉浩         | 大阪拘置所             | 2018年7月3日  | 2018年7月6日  |
| 新実智光         | 大阪拘置所             | 2018年7月3日  | 2018年7月6日  |
| 土谷正実         | 東京拘置所             | 2018年7月3日  | 2018年7月6日  |
| 中川智正         | 広島拘置所             | 2018年7月3日  | 2018年7月6日  |
| 遠藤誠一         | 東京拘置所             | 2018年7月3日  | 2018年7月6日  |
| 小池（林）泰男   | 宮城刑務所仙台拘置支所 | 2018年7月24日 | 2018年7月26日 |
| 豊田亨           | 東京拘置所             | 2018年7月24日 | 2018年7月26日 |
| 端本悟           | 東京拘置所             | 2018年7月24日 | 2018年7月26日 |
| 広瀬健一         | 東京拘置所             | 2018年7月24日 | 2018年7月26日 |
| 宮前（岡崎）一明 | 名古屋拘置所           | 2018年7月24日 | 2018年7月26日 |
| 横山真人         | 名古屋拘置所           | 2018年7月24日 | 2018年7月26日 |

## 事件とその後

### マスコミ関連
1995年3月20日の地下鉄サリン事件以降、「オウム特番」等連日連夜繰り広げられた報道は社会現象となり、マスコミは「オウム特需」に沸き、1998年の和歌山毒物カレー事件と合わせて報道のワイドショー化やメディアスクラムが一層進んだと指摘される。さらにオウム側も上祐史浩、村井秀夫、青山吉伸ら上層部の人物をテレビに出演させるプロパガンダ戦略をおこない便乗した。特に1995年5月16日の麻原逮捕までは毎晩どこかの局で2時間程度（日によって異なるが場合によっては3～4時間の場合も）のオウム真理教に関する報道特別番組が組まれていた。その影響で1995年4月～6月クールの連続ドラマの視聴率が低下した（21時から特番を組んだこともあり、その影響で休止になったり繰り下げとなることも多かったためである）。また、オウム報道が集中していた1995年3月から5月にかけて、世界ではオクラホマシティ連邦政府ビル爆破事件（4月19日）、31年ぶり2人目の日本人メジャーリーガー野茂英雄のメジャーリーグデビュー（5月2日）、台湾出身の歌手テレサ・テン死去（5月8日）などのニュースがあったが、日本における報道の扱いは小さかった。
「オウム真理教を扱った番組は簡単に視聴率が取れる」として、『オウムの法則』（オームの法則と掛けたパロディとも思われる）なる用語まで登場した。実際、1995年の年間視聴率（ビデオリサーチ調べ）の上位50本の中に、オウム真理教関連の番組は関東地区で16本、関西地区では10本登場している。ちなみに、この年発生した阪神・淡路大震災関連の番組は関東地区で2本、関西地区でも7本だった。20年経過した2015年にも特番が製作されており、コンテンツとしての人気は根強い。
TBS『ブロードキャスター』のコーナー「お父さんのためのワイドショー講座」によると、1995年の1年間にワイドショーがオウム真理教関連の話題を報じた時間数は延べ1272時間19分5秒。
日数にして単純計算で約53日分であり、2位の阪神・淡路大震災の126時間8分53秒(約5日と6時間分)に約10倍の差をつけての首位だった。
1995年に週刊新潮が発表した「今年を代表する男」の読者アンケートで、麻原彰晃が野茂英雄に次いで2位を獲得。また上位10人には麻原以外にも坂本堤・村井秀夫・上祐史浩とオウム事件の関係者が4人ランクインした。

### 評価・影響
- 田原総一朗は、麻原の3女松本麗華との対談の中で「日本は空気の国だ。空気を乱すことが一番悪い。大手銀行が暴力団に融資していた事件があったが、誰一人として行内でやめましょうと言えなかった。大東亜戦争でも、日本が負けるに決まっているのにやめようとはだれも言えなかった。オウム真理教事件と大東亜戦争は似ている。昭和天皇が独白録で、あのとき戦争をやめようと言ったなら、自分が殺されるか幽閉され周囲が殺されそれでも、日本は戦争へと突き進んだろう、と証言している」とし、「太平洋戦争をだれも止められなかったのと同じ力学が、オウム事件でも働いている」と述べた。なぜオウム真理教内で事件が止められなかったかについて、松本麗華は「教団内では確認をするということがなかった。何となく知った気になって皆が動く。皆の動きと違う動きができない」雰囲気があったためと証言した[47]。

また田原は、既成宗教が力を失っていたのに対し「オウム真理教は人を殺させてしまうほど、宗教としては本物だった」と語る。
- 宗教界に与えた影響は大きく、宗教家はオウムは宗教ではないとすることで逃げを打ち、新宗教研究者はスピリチュアリティ研究に活路を求め、テレビ局も一時期オカルト番組を急減させた[49]。特に巨額の寄付・献金を要求したり、信者の離脱を許さなかったりなど、信者を抑圧しているとされる団体に対しては、情報の公開を求める動きが広がった。白装束で話題になったパナウェーブ問題への対応などにも影響を与えている。島薗進は、事件以降、「宗教嫌い」の傾向が強まる社会的影響が見られたことについて、実際の宗教知識を踏まえたものではなく、作られたイメージを鵜呑みにした結果であるとしている[50]。
- オウム信者に人権は無いという排斥運動が広まり、地方公共団体も信者の転入届を拒否して住民票の登録をさせないことが問題となった[51]。森達也は『ご臨終メディア-質問しないマスコミと一人で考えない日本人』で、報道機関が視聴者・読者から教団を擁護していると非難されることを恐れるあまり、教団を排斥する運動の不当性や、別件逮捕や微罪逮捕による、信者の不当逮捕を報道することすらタブーになっていると指摘している。森は、事件後に成立した「組織的犯罪処罰法」の中に、社会の治安維持上の必要がある場合に個人の私権を制限したり、プライバシーを侵害することを国が認めるような条項が盛り込まれたことについて、報道機関の運動に乗せられた結果の行き過ぎではないかと主張している。
- あまりにも前代未聞な事件だったこと、オウム報道によって犯罪報道の比重が高まったこと、追って発生した酒鬼薔薇聖斗事件などのために、犯罪が特に増えているわけでもなかったものの、体感治安では治安の悪化を感じる国民が増加、マス・ヒステリーが発生し、「異端者」の排斥が激しくなっていった[52]。これらは厳罰化と以後の刑事政策に影響を与えた。
- 犯罪被害者の救済制度が主張され、2008年12月には、通院1日以上の健康被害を受けた人に給付金が支払われる「オウム真理教犯罪被害者救済法」が施行された。
- フランスにも影響を与え、セクト（カルト）団体対策の推進の理由のひとつとなり（他にスイスにおける集団自殺、フランス国内でのセクト被害報告の増加もある）、各省庁が連携してのセクト対策が立てられ、フランスはセクト団体対策の先進例の1つとなった。1995年、1999年にフランスは、国内で活動中で犯罪の多い団体のリストを作成した。当然フランスに於いてもオウムは特に危険な団体として取り扱われたが、オウムはフランスに支部を持っていなかったのでセクトのリストからは漏れている。
- 2000年に、上祐史浩が広島刑務所を出所し、後継教団「アレフ」（現・Aleph）の教団代表についたが、上祐代表を中心とする「代表派」（少数派）と、麻原回帰を強める非代表派（多数派）が分裂した。代表派によれば、代表派と非代表派の会計規模は1：5とされ、2007年5月に上祐らは独立して、新団体ひかりの輪を結成した。

## 不明点
オウム真理教に絡むとされる事件において、複数の事件で不明点が残っている。
- 坂本堤弁護士一家殺害事件において、坂本弁護士の『自宅の鍵』の問題。実行犯の一人である岡﨑一明は「鍵が開いていたため侵入できた」と証言している一方で、事件後坂本弁護士と連絡が取れないことから不審に思った坂本弁護士の父親が訪れた際には「鍵は閉まっていた」と証言している。
- 松本サリン事件後に流通した怪文書「松本サリン事件に関する一考察」の作者。
- 地下鉄サリン事件のサリン原料となったメチルホスホン酸ジフロライドの保管者は中川智正か井上嘉浩か。
- オーストラリアでのサリン実験はあったのかについて。
- 国松警察庁長官銃撃事件のオウム犯行説について。
- 村井秀夫刺殺事件は単独犯か否かについて。